# Sitalá (kommun)
Sitalá är en kommun i Mexiko.   Den ligger i delstaten Chiapas, i den sydöstra delen av landet, 800 km öster om huvudstaden Mexico City.
Följande samhällen finns i Sitalá:
- Sitalá
- Golonchán Viejo
- Insurgente Picoté
- Chabeclumil
- La Unión
- Don Pedro
- Picoté Pamalá
- Golonchán Nuevo Segunda Fracción
- Guadalupe Mazanil
- Santa Isabel
- Emiliano Zapata
- Pomiltic
- Guadalupe Jagualá
- Guadalupe Peña Blanca Segunda
- Ach'Lum el Suspiro
- El Rosario Anholo
- Paraíso Chicotánil
- San Agustín
- Guadalupe Captetaj
- El Diamante
- Nuevo Porvenir
- La Trinidad
- Picoté 2da. Fracción
- San José Arenal